# Чарісса Пануве
Чарісса Пануве (19 листопада 1994) — тонганська плавчиня. Учасниця Чемпіонату світу з водних видів спорту 2019, що відбувся в Кванджу (Південна Корея), де змагалася на дистанціях 100 і 200 метрів вільним стилем. На обох дистанціях не потрапила до півфіналів.